# Konrad von Eberstein

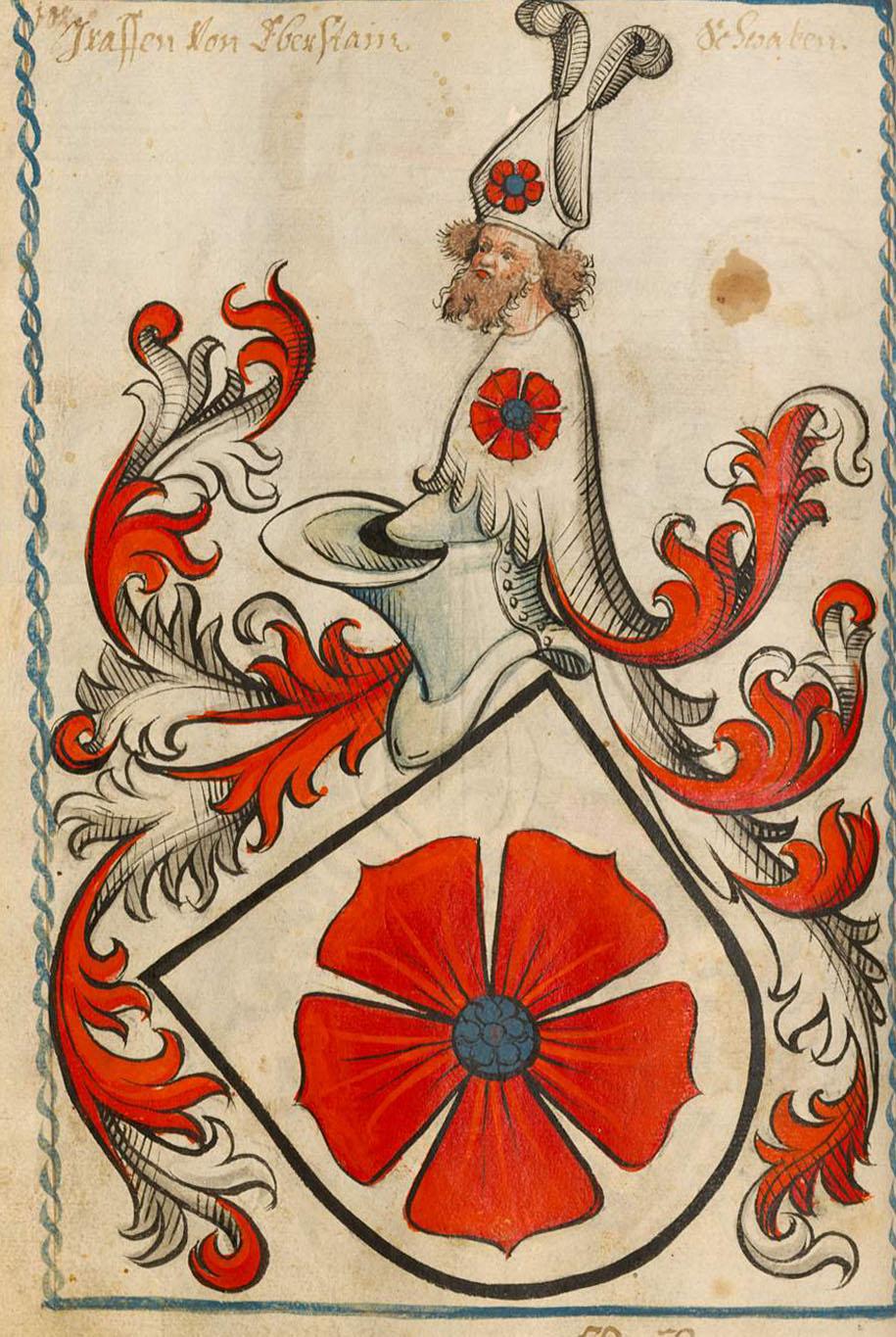
Wappen der Grafen von Eberstein, Scheibler'sches Wappenbuch, 1450–80

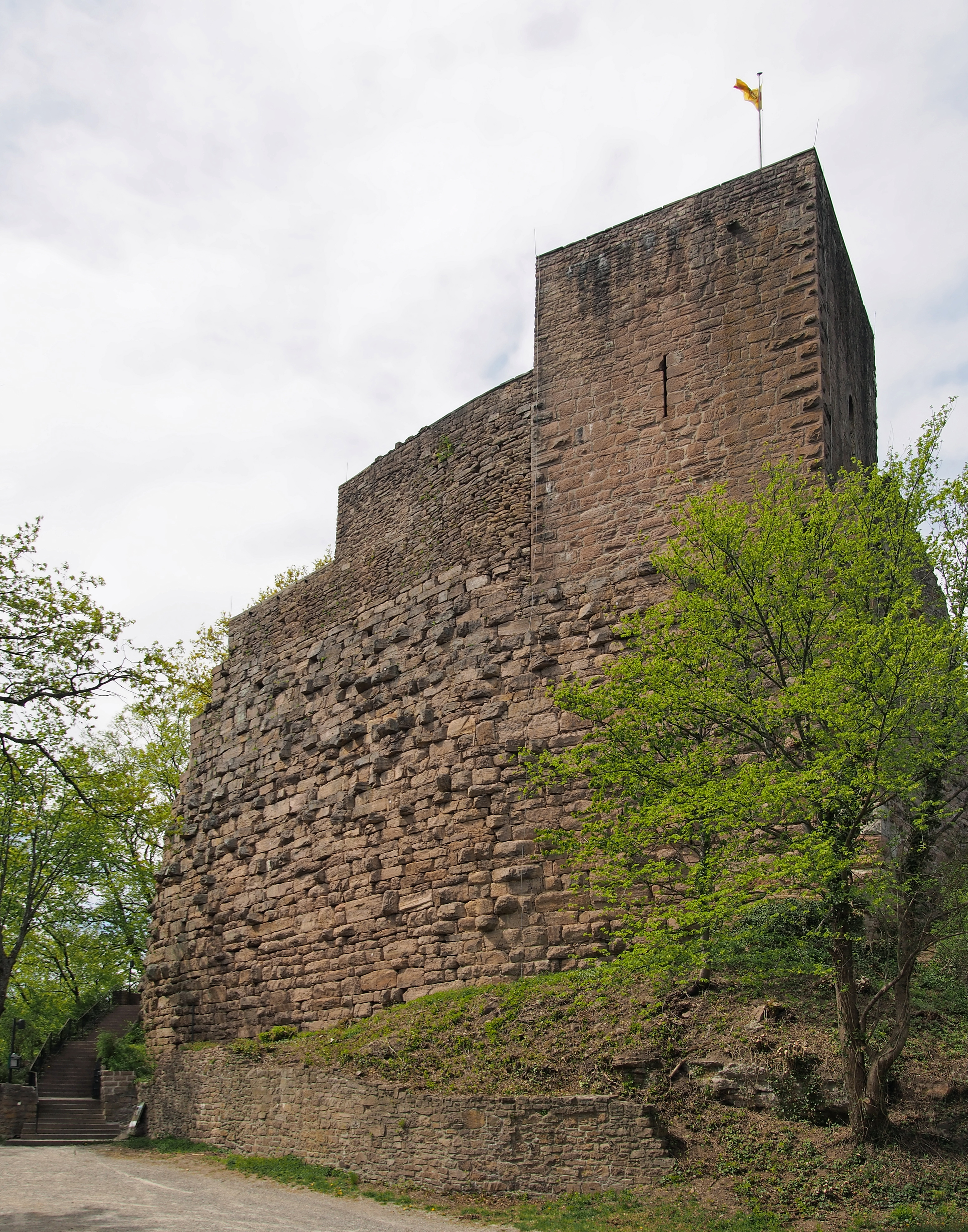
Ruine Alt-Eberstein, ehemaliger Stammsitz der Ebersteiner

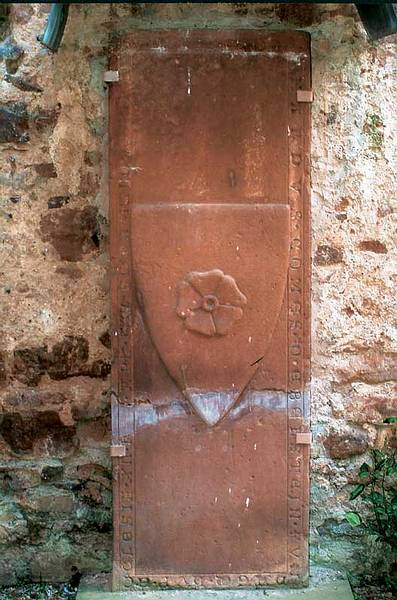
Grabplatte von Eberhard von Eberstein, Bruder von Bischof Konrad, in der Rosenthaler Kirchenruine

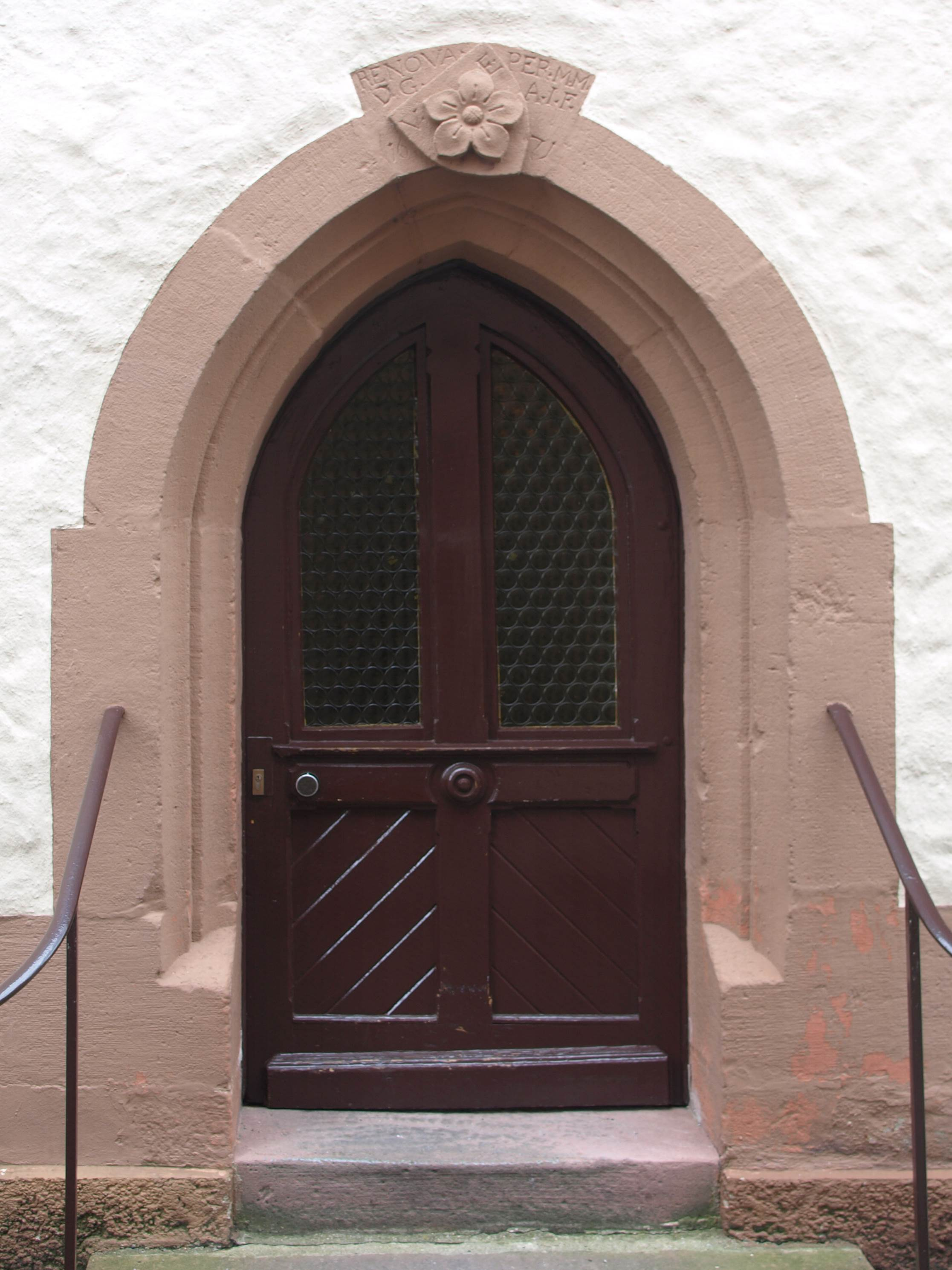
Klosterruine Frauenalb, gotisches Portal mit der Ebersteiner Rose

Konrad von Eberstein auch Konrad V. von Eberstein (* um 1185, wahrscheinlich in Alt-Eberstein, heute Baden-Baden; † 25. Juni 1245 in Speyer) war von 1237 bis 1245 der 49. Fürstbischof des Bistums Speyer, einer der bedeutendsten seiner Zeit und entstammte dem schwäbischen Adelsgeschlecht der Ebersteiner.

## Familienkreis und Herkunft
1085 wurden die edelfreien Herren von Eberstein erstmals urkundlich erwähnt, ihre Stammburg war Alt-Eberstein, heute im Ortsteil Ebersteinburg der Stadt Baden-Baden gelegen. Konrad von Eberstein wurde vermutlich auf diesem Familienstammsitz geboren, als Sohn von Eberhard von Eberstein und seiner Frau Kunigunde von Andechs.
Die Mutter gehörte dem berühmten Geschlecht der Andechs-Meranier an. Schon deren Onkel Otto hatte den Bischofsstuhl von Bamberg inne und über seine Mutter war Bischof Konrad II. von Speyer auch der Cousin der Hl. Hedwig. Hedwigs Nichte, die Hl. Elisabeth von Thüringen, ist die Tochter seiner anderen Cousine, der Königin Gertrud von Ungarn und auch die Tochter der Hl. Elisabeth selbst, Äbtissin Gertrud von Altenberg, zählt zu den offiziellen Seligen der katholischen Kirche. Zwei Vettern Bischof Konrads wirkten ebenfalls als Bischöfe, nämlich Eckbert von Andechs-Meranien, als Bischof von Bamberg und Berthold von Andechs – ein persönlicher Freund des Hl. Franz von Assisi – 1218 bis 1251 als Patriarch von Aquileja in Friaul. Die Schwester der beiden Kirchenfürsten, Mechthild von Andechs, war Äbtissin in Kitzingen.
Im 12. Jh. kamen die Ebersteiner, die ursprünglich aus der Ortenau stammen, zu großem Besitz im Ufgau und im Kraichgau und bauten eine reiche Herrschaft im nördlichen Schwarzwald auf, der bis dahin noch relativ unbesiedelt war. Ein Teil ihres Besitzes waren Lehensgüter des Bistums Speyer, sie hatten Ländereien im Elsass, im Ortenau-Kreis, in den Tälern von Murg, Alb und Pfinz, im Kraichgau und auch in der Pfalz.  Hausklöster der Familie und geistliche Zentren waren das Zisterzienserkloster Herrenalb (1148 von Graf Berthold III. – dem Großvater des nachmaligen Bischofs – anlässlich seiner Rückkehr vom Kreuzzug gegründet) und das Benediktinerinnenkloster Frauenalb (1180/85 von Graf Eberhard III.– dem Vater des späteren Bischofs – gegründet).
Eberhard IV. von Eberstein, der Bruder Bischof Konrads von Speyer, besaß die Herrschaft Stauf in der Nordpfalz, die er aus dem mütterlichen Erbgut der Andechser erhalten hatte und war dort 1241 der Gründer des Nonnenklosters Rosenthal bei Eisenberg.
Die Schwester Bischof Konrads von Speyer, Hedwig von Eberstein, war verheiratet mit Ruprecht (I.), Raugraf zu Neuenbaumburg. Ihre beiden Söhne Eberhard I., Raugraf von Baumburg und Friedrich I., Raugraf von Baumburg amtierten nacheinander als Bischöfe der Speyerer Nachbardiözese Worms. Eberhard I. von Worms weihte am 22. Mai 1261 die Kirche des von seinem Onkel Eberhard von Eberstein gestifteten Klosters Rosenthal. Raugraf Heinrich I. († 1261), ein weiterer Neffe aus dieser Linie, war eine der Hauptpersonen in dem tödlichen Eifersuchtsdrama um Herzogin Maria von Brabant und liegt in Rosenthal begraben.
Eine andere Schwester Bischof Konrads, Agnes von Eberstein, hatte den Pfälzischen Grafen Friedrich II. von Leiningen geehelicht. Zwei ihrer Söhne gehörten ebenfalls dem geistlichen Stand an. Berthold von Leiningen amtierte als Bischof von Bamberg, der andere Sohn, Heinrich von Leiningen, wurde der Nachfolger seines Onkels Konrad von Eberstein als Speyerer Bischof, und hinterließ später testamentarisch sein ganzes Vermögen der Kirche.
Konrad von Eberstein entstammte also ganz offensichtlich einer sehr religiösen Familie, die Verwandtschaftsbeziehungen bis in die höchsten Kreise hatte und auch mit dem Bistum Speyer bzw. mit der Pfalz in Beziehung stand. Aus den Familien Andechs, Eberstein und ihren Verwandten gingen mehrere Heilige und Selige der katholischen Kirche, sowie zahlreiche Geistliche und Nonnen hervor. Ihre Wohltätigkeit war ausgesprochen groß und nicht selten wurden die Kirche oder einzelne Klöster mit reichen Schenkungen bedacht, teilweise sogar als Erben eingesetzt. Der Familienbiograf Georg Heinrich Krieg von Hochfelden kommt deshalb 1836 in seiner Geschichte der Grafen von Eberstein in Schwaben zu dem Schluss:
„In diesem Zeitraume der Ebersteinschen Geschichte sieht man, daß dieses Geschlecht durch ungemessene Schenkungen an die Kirche den Grund zu seinem Verfall legte, da aus seinen Mitteln die Klöster Herrenalb, Frauenalb, Rosenthal und Allerheiligen gestiftet wurden.“

## Geistlicher und Bischof
Konrad von Eberstein war im Jahre 1224 Domherr in Straßburg und Speyer (Domkapitular). Am 21. Januar 1237 wurde er zum Bischof von Speyer gewählt und erhielt an Pfingsten des gleichen Jahres die bischöfliche Weihe.

Über Bischof Konrad V. von Eberstein schreibt der Speyerer Historiker Johann Philippus Simonis, in „Historische Beschreibung aller Bischofen in Speyer“, Freiburg 1608:

„Er war ein gar frommer, gerechter und gottesfürchtiger Herr, welcher nicht nur den gottesdienstlichen Verrichtungen eifrig oblag, sondern sich auch das zeitliche Wohl seines Bistums sehr angelegen sein ließ. Besonders gnädig und herablassend war er gegen seine armen Untergebenen, die er selbst bei ihren Anliegen hörte und deren Bitten er nach Möglichkeit abhalf. Er besaß einen friedlichen Sinn, was ihm den schönen Namen eines Friedensstifters erwarb.“

1238 gewährte der Oberhirte der Stadt Speyer ein Steuerprivileg. Konrad von Eberstein und sein bischöflicher Nachfolger (und Neffe) Heinrich Graf von Leiningen waren treue Anhänger von Papst Innozenz IV., der im Streit mit Kaiser Friedrich II. nach Lyon geflüchtet war. Beide Bischöfe bzw. das Bistum Speyer wurden daher vom Papst mit zahlreichen Gnadenerweisen bedacht; so erging zum Beispiel im Mai 1244 ein päpstliches Privileg für das Speyerer Domkapitel und eine Aufforderung des Papstes zur Unterstützung der Speyerer Domkirche. Bereits 1239 war der Bischof in eine Auseinandersetzung mit der Stadt Speyer wegen deren Parteinahme für Friedrich II. geraten.
Konrad von Eberstein erließ unter anderem Ende 1244 ein Mahnschreiben gegen den Konkubinat im Klerus.
Im Gegensatz zu seinem Nachfolger – der bei allem guten Willen vorwiegend politische Interessen hatte – pflegte Bischof Konrad von Eberstein insbesondere die religiösen und sozialen Aspekte seines Amtes. Er starb 1245 in Speyer und wurde im Kloster Herrenalb – der Grablege der Familie – beigesetzt.

## Wappen
Das fürstbischöfliche Wappen ist üblicherweise geviert. Die Felder des Wappenschildes führen im Wechsel das Familienwappen der von Eberstein und das Wappen des Bistums Speyer, ein silbernes Kreuz auf blauem Grund. Das Familienwappen der Grafen von Eberstein zeigt eine Rose mit fünf roten Blütenblättern auf Silber.